# Дром
 Тази статия е за реката във Франция.  За департамента вижте Дром (департамент).  
Дром (на френски: Drôme) е река в югоизточна Франция с дължина 110 km. Извира от ниските части на Алпите и се влива в река Рона. Най-голямото селище по течението ѝ е Ливрон сюр Дром.